# Mercedes-Benz A-Klasse
De Mercedes-Benz A-Klasse is een hatchback uit het C-segment en eerder MPV geproduceerd door de Duitse autofabrikant Mercedes-Benz. De auto werd geïntroduceerd in 1997 en is tot de dag van vandaag in productie. Er zijn in die tijd drie generaties van de A-Klasse uitgekomen, de oorspronkelijke W168, de in 2004 uitgebrachte W169 en de in 2012 geïntroduceerde W176. De A-Klasse is de kleinste auto uit het assortiment van Mercedes-Benz.

## Eerste generatie (W168; 1997-2004)
Tijdens de IAA van 1993 presenteerde Mercedes-Benz de VISION A 93, wat een studie was van de toekomstige A-Klasse. Een jaar later presenteerde Mercedes-Benz tijdens de Autosalon van Genève wederom een studie, de Study A. In de 18 maanden voor de start van de productie werd de A-Klasse in de aandacht gebracht door deze onder andere in 20 grote Europese steden te presenteren. Ook werden er televisiecommercials van de A-Klasse uitgezonden op de televisie. Foto's en informatie van het eindmodel werden in december 1996 vrijgegeven op de Autosalon van Genève. Begin 1997 werd de A-Klasse voor het eerst aan het publiek getoond. Vanaf 5 mei 1997 was de A-Klasse te bestellen en in oktober 1997 startte de levering.
De auto was de kleinste auto van Mercedes-Benz en de lengte bedroeg een kleine 3,8 meter. De A-Klasse was zo kort, dat de destijdse motoren van Mercedes-Benz allen te groot waren voor de auto. Ondanks de lengte had de A-Klasse met een achterbak van 390 liter een relatief grote bagageruimte en als de achterste stoelen werden weggehaald bedroeg de inhoud van de achterbak 1740 liter. De A-Klasse had twee vloeren, een constructie die ook wel "sandwich" werd genoemd en waarop Mercedes-Benz een patent aanvroeg.  Bij een botsing aan de voorzijde van de auto zou de dubbele vloer verhinderen dat de motor en de transmissie de cabine binnendringen maar er juist onderdoor schuiven. De A-Klasse was veiliger dan veel andere auto's uit die tijd en kreeg in 1999 vier van de vijf sterren van EuroNCAP voor volwassenenveiligheid. De voorspatborden en de achterdeuren van de auto waren van plastic gemaakt en dat was voor het eerst bij een Mercedes-Benz. In het begin waren er voor de A-Klasse vier motoren beschikbaar, waarvan twee diesels die in juli 1998 in productie gingen. De auto werd in drie uitrustingsniveaus verkocht, de "Classic", de "Elegance" en de "Avantgarde".
In de maand van de lancering onderging de auto de Elandtest met een dramatisch resultaat; de auto sloeg om. Door het slechte resultaat legde Mercedes-Benz de productie in november tijdelijk stil en deed het bedrijf enkele aanpassingen om de auto te verbeteren, waaronder een licht gewijzigd chassis en ESP als een standaardoptie. In december 1997 legde de gewijzigde auto nogmaals de Elandtest af, waarbij de auto niet omsloeg. In februari 1998 ging de A-Klasse terug in productie en door het stilleggen werden er het eerste jaar 7000 exemplaren verkocht.
In het volgende jaar kwam de productie van de A-Klasse op gang en werden er in totaal 136.100 auto's verkocht en in het jaar daarna, 1999, werd de A-Klasse ook geïntroduceerd op de Latijns-Amerikaanse markt. In datzelfde jaar kwam er nog een nieuwe motor uit voor de A-Klasse, de krachtigere A 190. In de zomer van 2001 onderging de auto een facelift, waarbij onder andere het uiterlijk licht werd gewijzigd. Ook kon er voortaan worden gekozen tussen een kortere en een langere versie en werden de dieselversies krachtiger gemaakt. Een jaar later werd nogmaals een krachtigere motorversie aan het assortiment toegevoegd. In 2004 stopte Mercedes-Benz met de productie van de eerste generatie A-Klasse.
In 2005 riep Mercedes-Benz 50.000 auto's van het type A-Klasse en Vaneo terug. De A-Klasses die werden teruggeroepen waren tussen april 2002 en april 2003 gefabriceerd. Die terugroepactie werd ondernomen, omdat er barstjes in de arm van de ruitenwissers konden ontstaan, waardoor de ruitenwissers af konden breken.

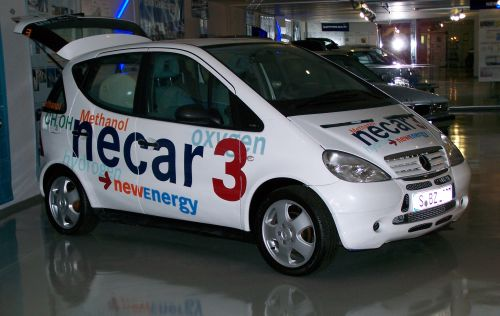
De NECAR 3 in het Museum Autovision

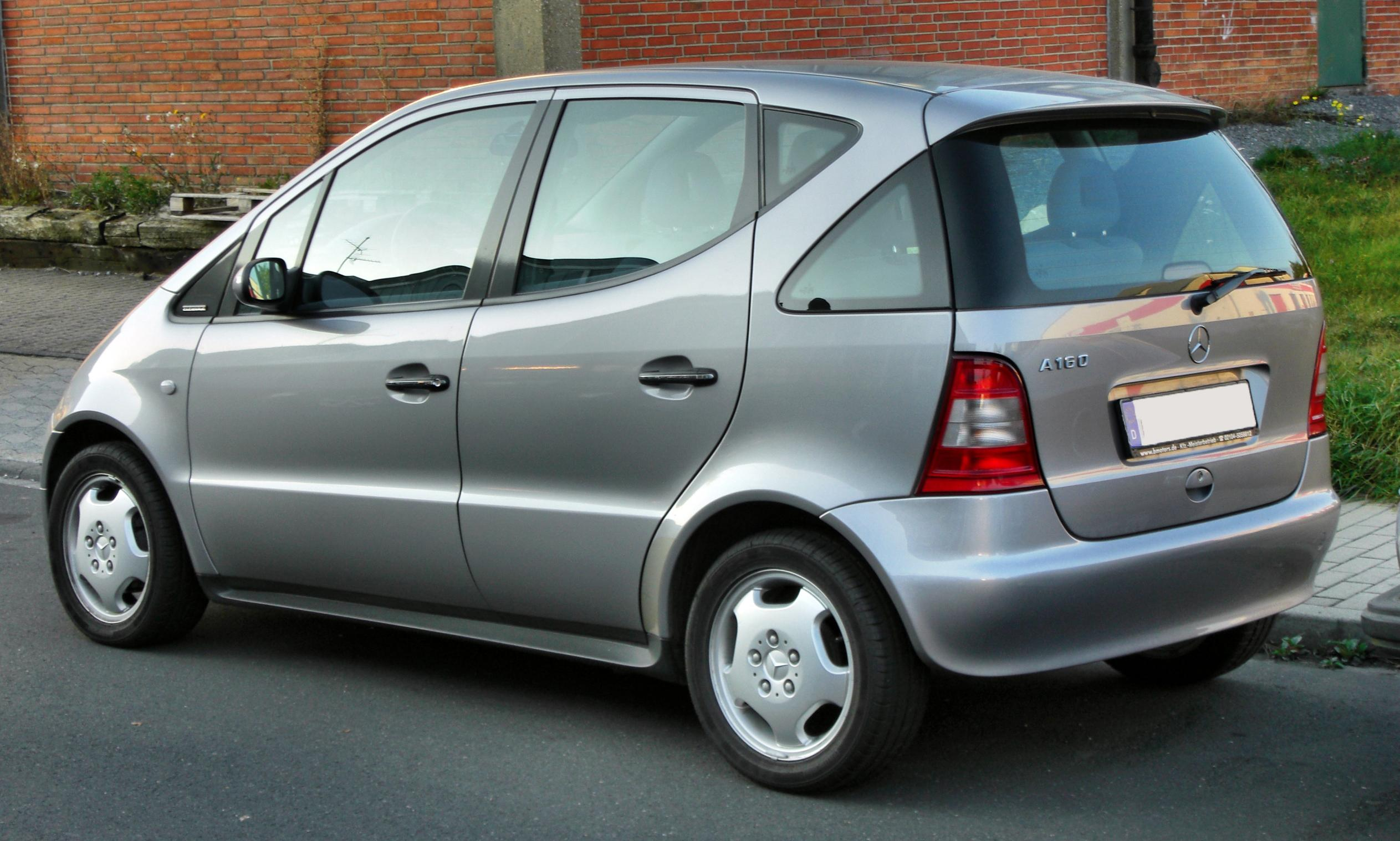
De achterkant voor de facelift

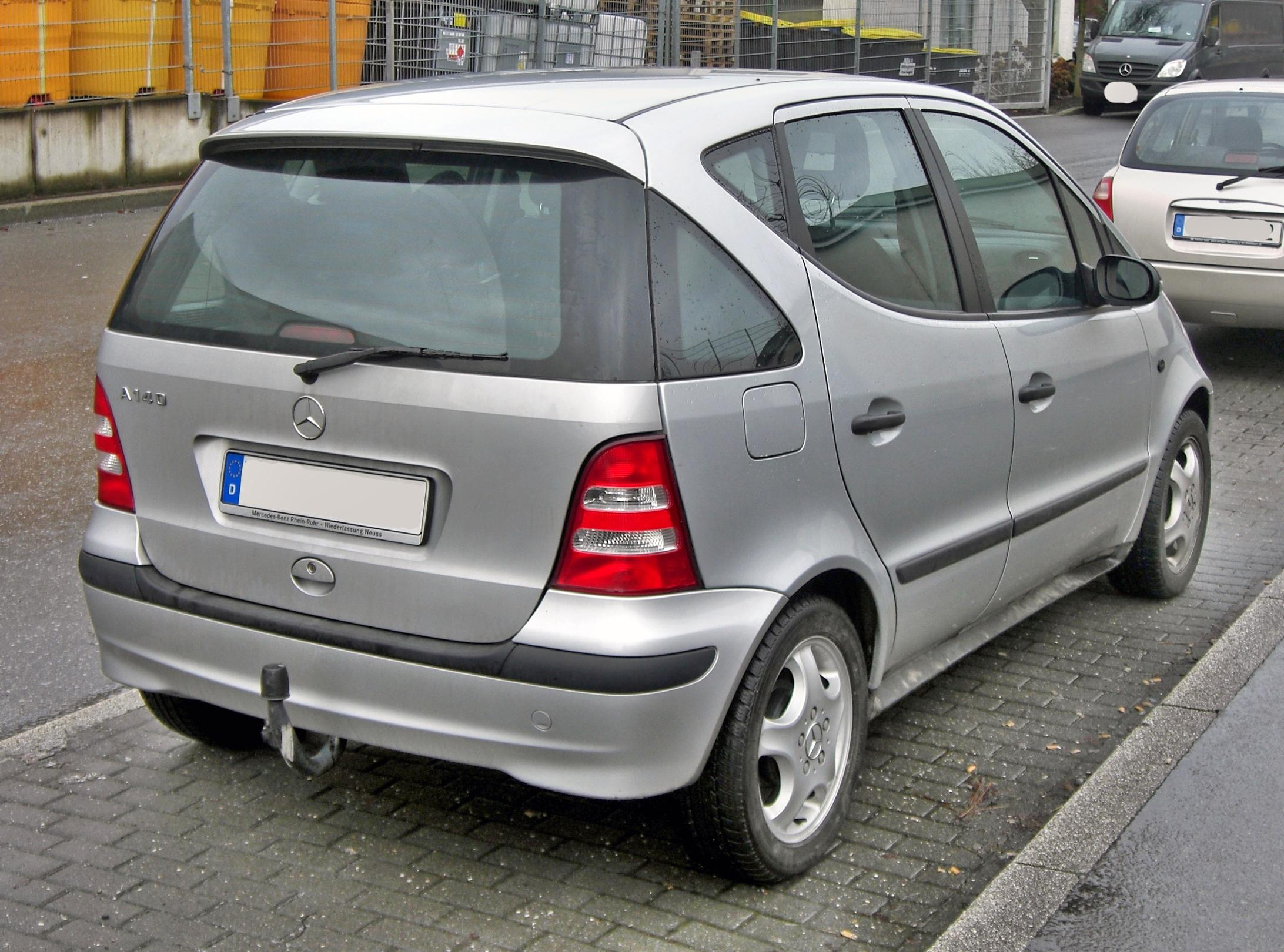
De achterkant na de facelift

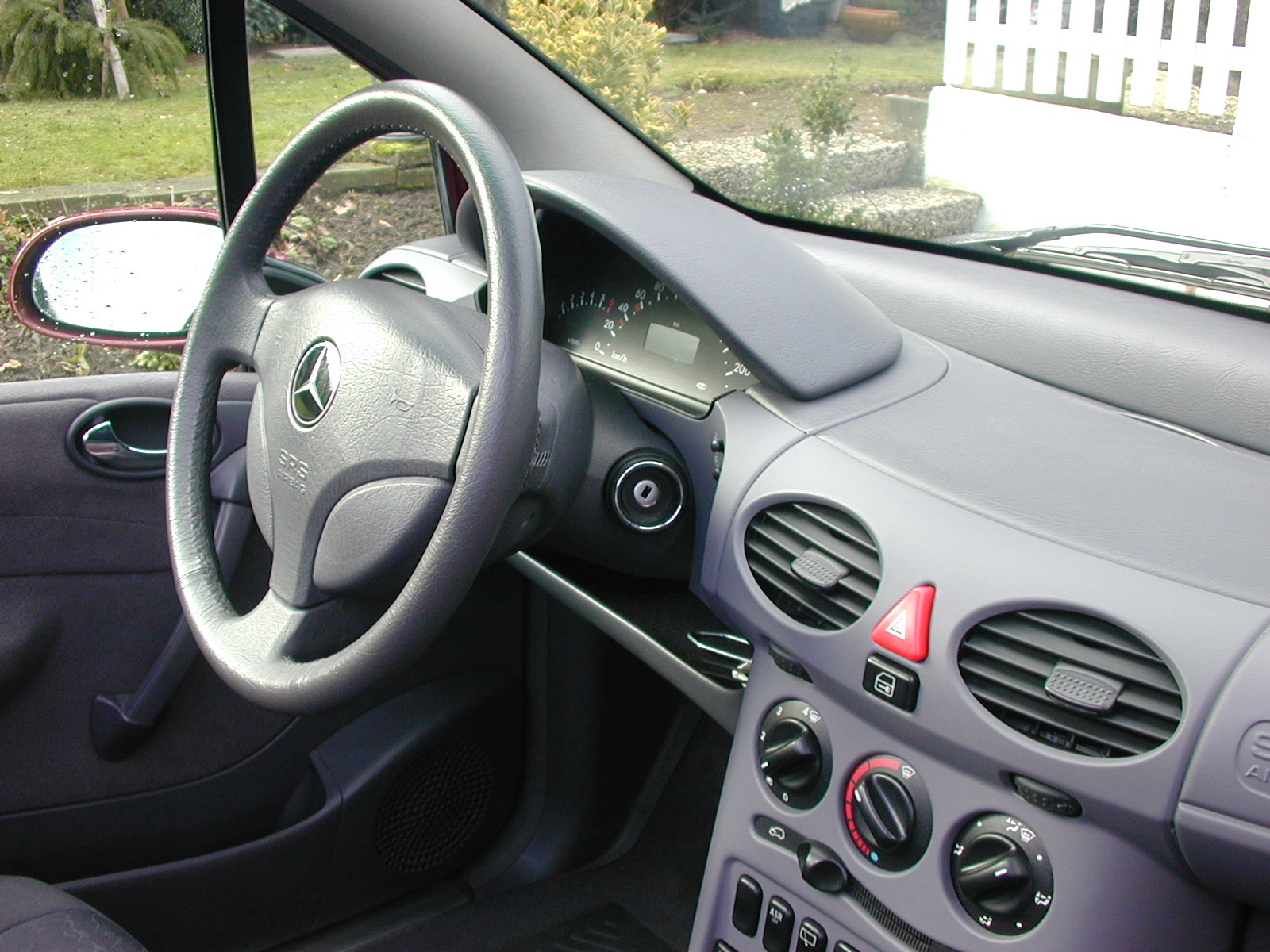
Het interieur van de A-Klasse

### NECAR 3 (1997)
De NECAR 3 of New Electric Car 3 was een conceptauto die tijdens de IAA van 1997 aan het publiek werd getoond. De auto werd aangedreven door een brandstofcel met methanol als brandstof. Met de methanol werd in de motor waterstof geproduceerd. Door die manier van aandrijving had de auto geen uitstoot. De NECAR 3 had volgens fabrikant Mercedes-Benz een actieradius van 400 kilometer met een volle tank, die een inhoud van 40 liter had. Om genoeg ruimte te bieden voor de motor beschikte de auto echter wel over slechts twee zitplaatsen. De NECAR 3 had een topsnelheid van 120 km/h.

### A 120 Twin (1998)
In 1998 na het eind van het Formule 1-seizoen werd de A 120 Twin gepresenteerd. Het was een speciale editie met twee 1,9-litermotoren, die samen 250 pk (185 kW) leverden. De eerste motor bevond zich net als bij reguliere versies onder de motorkap en de andere motor die de achterwielen aandreef bevond zich onder de bagageruimte. Om de twee motoren tegelijkertijd te kunnen besturen was een automaat nodig. De A 120 Twin legde een sprint van 0 tot 100 km/h af in 5,7 seconden en had een topsnelheid van 230 km/h.

### NECAR 4 (1999)
In 1999 onthulde Mercedes-Benz de NECAR 4, de opvolger van de NECAR 3. De auto reed niet net als zijn voorganger op methanol, maar op vloeibare waterstof. Ook had de NECAR 4 een grotere actieradius en een hogere topsnelheid dan de NECAR 3. Respectievelijk was dat 450 kilometer en 145 km/h. Ook had de auto vijf zitplaatsen in plaats van twee. Voor een test van het "California Fuel Cell Partnership" ontwikkelde Mercedes-Benz de NECAR 4a. Bij die versie werd de waterstof onder druk gezet, waardoor de tank compacter was.

### NECAR 5 (2000)
De NECAR 5 werd in 2000 aan het publiek getoond en werd net als de NECAR 3 door een brandstofcel die met methanol waterstof maakte aangedreven. In de NECAR 5 was de aandrijflijn echter net als in de NECAR 4 compacter, waardoor er meer ruimte in de auto beschikbaar was. De auto bood dan ook tot in tegenstelling van de NECAR 3 hetzelfde aantal zitplaatsen als de reguliere versie. De NECAR 5 was met een topsnelheid van meer dan 150 km/h ook sneller dan zijn voorgangers.

### HyPer (2000)
Naast de NECAR 5 kwam er in 2000 nog een milieuvriendelijk prototype gebaseerd op de A-Klasse uit. De HyPer was een hybride auto met vierwielaandrijving, die volgens Mercedes-Benz een verbruik had van 1 op 20,5. De auto beschikte over een gewone 1,7 liter CDI-motor die de voorwielen aandreef en daarnaast over een minder krachtige elektromotor die de achterwielen aandreef. Door de extra motor accelereerde de auto sneller; een reguliere A-Klasse met een 1,7 liter CDI-motor legde een sprint van 0 tot 100 km/h af in dertien seconden en de HyPer kon dat in acht seconden.

### F-Cell (2003)
De F-Cell was een auto aangedreven door een brandstofcel, die op waterstof liep. Daarnaast had de auto een elektromotor. De waterstofmotor had een actieradius van 150 kilometer en de elektromotor leverde 88 pk (65 kW). De topsnelheid bedroeg 140 km/h. De komst van de F-Cell werd tijdens de Greater Los Angeles Auto Show eind 2003 aangekondigd en de auto's werden tijdens de IAA in september 2003 gebruikt als shuttles voor journalisten. 60 F-Cells werden geleased door rijders uit Duitsland, de Verenigde Staten, Japan en Singapore.

### Productie
De eerste generatie A-Klasse werd gefabriceerd in de speciaal daarvoor gebouwde fabriek in het Duitse Rastatt. Eind 1993 onderhandelde Mercedes-Benz met de vakbonden over de locatie van de nieuwe fabriek, waaruit kwam dat die locatie Rastatt zou worden. In 1994 begon Mercedes-Benz voorbereidingen voor de productie te treffen en in juni 1997 startte de productie. Ook in het Braziliaanse Juiz de Fora en in het Thaise Bangkok werden A-Klasses gefabriceerd. De fabriek in Brazilië werd speciaal gebouwd voor de fabricage van de A-Klasse. Die fabriek trad in februari 1999 in werking en was bedoeld voor de levering van de A-Klasse in Latijns-Amerika. De fabricage in Thailand begon in 2001. Met de fabricage in Thailand vermeed Mercedes-Benz de hoge importheffingen van Thailand.
De motoren van de auto werden in Untertürkheim in het Duitse Stuttgart gefabriceerd.
| Verkoop van de A-Klasse | Verkoop van de A-Klasse | Verkoop van de A-Klasse | Verkoop van de A-Klasse | Verkoop van de A-Klasse | Verkoop van de A-Klasse | Verkoop van de A-Klasse | Verkoop van de A-Klasse | Verkoop van de A-Klasse |
| 1997                    | 1998                    | 1999                    | 2000                    | 2001                    | 2002                    | 2003                    | 2004                    | Totaal                  |
| ----------------------- | ----------------------- | ----------------------- | ----------------------- | ----------------------- | ----------------------- | ----------------------- | ----------------------- | ----------------------- |
| 7.000                   | 136.100                 | 207.000                 | 198.000                 | 190.600                 | 171.500                 | 147.400                 | 83.400                  | 1.141.000               |

### Versies
| Versie                  | In productie | Inhoud  | Vermogen        | Koppel | Sprint 0-100 | Topsnelheid |
| ----------------------- | ------------ | ------- | --------------- | ------ | ------------ | ----------- |
| A 140                   | 1997-2004    | 1397 cc | 82 pk (60 kW)   | 130 Nm | 12,9 sec.    | 170 km/h    |
| A 160                   | 1997-2004    | 1598 cc | 102 pk (75 kW)  | 150 Nm | 10,8 sec.    | 182 km/h    |
| A 190                   | 1999-2004    | 1898 cc | 125 pk (92 kW)  | 180 Nm | 8,8 sec.     | 198 km/h    |
| A 210                   | 2002-2004    | 2084 cc | 140 pk (103 kW) | 205 Nm | 9,0 sec.     | 198 km/h    |
| A 160 CDI (Diesel)      | 1998-2001    | 1689 cc | 60 pk (44 kW)   | 160 Nm | 17,7 sec.    | 153 km/h    |
| A 160 CDI (na facelift) | 2001-2004    | 1689 cc | 75 pk (55 kW)   | 160 Nm | 15,1 sec.    | 162 km/h    |
| A 170 CDI (Diesel)      | 1998-2001    | 1689 cc | 90 pk (66 kW)   | 180 Nm | 12,5 sec.    | 175 km/h    |
| A 170 CDI (na facelift) | 2001-2004    | 1689 cc | 95 pk (70 kW)   | 180 Nm | 12,1 sec.    | 180 km/h    |

## Tweede generatie (W169; 2004-2012)
In juni 2004 presenteerde Mercedes-Benz de tweede generatie A-Klasse, nadat het merk al enkele specificaties en een foto van de A-Klasse met zangeres Christina Aguilera had vrijgegeven. Dat laatste als onderdeel van een marketingcampagne genaamd "Follow your own star". De A-Klasse was vanaf 21 juni te bestellen en de levering begon in september van datzelfde jaar. De 3-deursversie was echter leverbaar vanaf eind 2004. Al vrij snel na de introductie kwamen getunede versies van de auto beschikbaar van onder andere Brabus en Carlsson.
De tweede generatie was vergeleken met de eerste iets groter, namelijk 23 centimeter langer, 4,5 centimeter breder en één centimeter hoger. Ook was de wielbasis 14 centimeter langer. Een ander verschil was dat tweede generatie zowel als 3-deurs en als 5-deurs beschikbaar was, waar de vorige generatie alleen maar als 5-deurs beschikbaar was. Naast de afmetingen werden ook het exterieur en het interieur gewijzigd. Ook de motoren van de tweede generatie werden licht gewijzigd. De twee dieselmotoren werden krachtiger gemaakt en een nieuwe A 200 CDI kwam ook in productie. Van de vier beschikbare benzinemotoren was er één nieuw, de A 200 Turbo. Die motor was echter niet direct vanaf de introductie van de nieuwe A-Klasse beschikbaar. Ook hadden veranderingen bij de transmissie plaatsgevonden; de automaat werd vervangen door het zogenaamde "Autotronic". De nieuwe A-Klasse was ook veiliger dan zijn voorganger; de auto kreeg van EuroNCAP vijf van de vijf sterren voor volwassenenveiligheid, vier sterren voor kinderveiligheid en twee sterren voor voetgangersveiligheid. De vorige generatie was alleen op volwassenenveiligheid getest en scoorde daar 27 punten. De tweede generatie scoorde op dat punt 36 punten en een ster meer.
Eén jaar na de marktintroductie kwam een nieuwe motor beschikbaar. Dat was de A 200 Turbo, wat de krachtigste versie was van de A-Klasse. De motor leverde 193 pk en had een topsnelheid van 228 km/h. In 2008 onderging ook de tweede generatie een facelift. De gefacelifte A-Klasse werd in april 2008 voor het eerst getoond tijdens de Auto Mobil International in Leipzig. Het exterieur werd licht gewijzigd door gebruik te maken van onder andere nieuwe bumpers en andere voor- en achterlichten. Andere veranderingen waren het start- en stopsysteem dat optioneel werd voor de A 150 en de A 170 en het nieuwe beschikbare BlueEfficiency-pakket. De auto ging in 2012 uit productie en de tweede generatie behaalde datzelfde jaar de mijlpaal van één miljoen geproduceerde auto's.

### Polar Star (2006)
De Polar Star was een speciale editie van de A-Klasse voorzien met extra's, waaronder 16 inch-velgen, twee speciale kleuren, cruisecontrol en andere vloermatten. Veel van de standaardopties waren bij standaardversies optioneel. De Polar Star was net als de normale versies als 3- en als 5-deurs te verkrijgen en ook in dezelfde drie uitrustingsniveaus.  Het was mogelijk de auto te bestellen vanaf maart 2006.

### Edition 10 (2007)
In de tweede helft van 2007 presenteerde Mercedes-Benz de Edition 10. De Edition 10 was een speciale editie die was uitgebracht ter viering van het 10-jarig bestaan van de A-Klasse. De auto beschikte over onder andere 16 inch-velgen, een matzilvere grille en over een panoramisch zonnedak. Ook het interieur werd gewijzigd; zo werd er gebruikgemaakt van andere materialen waaronder aluminium.

### Special Edition 2009 (2009)
Begin 2009 vond de introductie van de Special Edition 2009 plaats. De auto had onder andere standaard 9-spaaks titanium 16 inch-velgen, mistlampen en een tweekleurenschema bestaande uit zwart en grijs in het interieur. De speciale editie was beschikbaar voor alle versies van de auto en het productieaantal was gelimiteerd op 5500 stuks.

### Limited Edition (2010)
Begin 2010 presenteerde Mercedes-Benz de Limited Edition, die was gebaseerd op een 3-deurs A 160 BlueEfficiency. De auto beschikte over onder andere standaard metallic lak, airconditioning, een radio met bluetooth en velours vloermatten. Ook was het Audio 50-systeem beschikbaar bij bijbetaling.

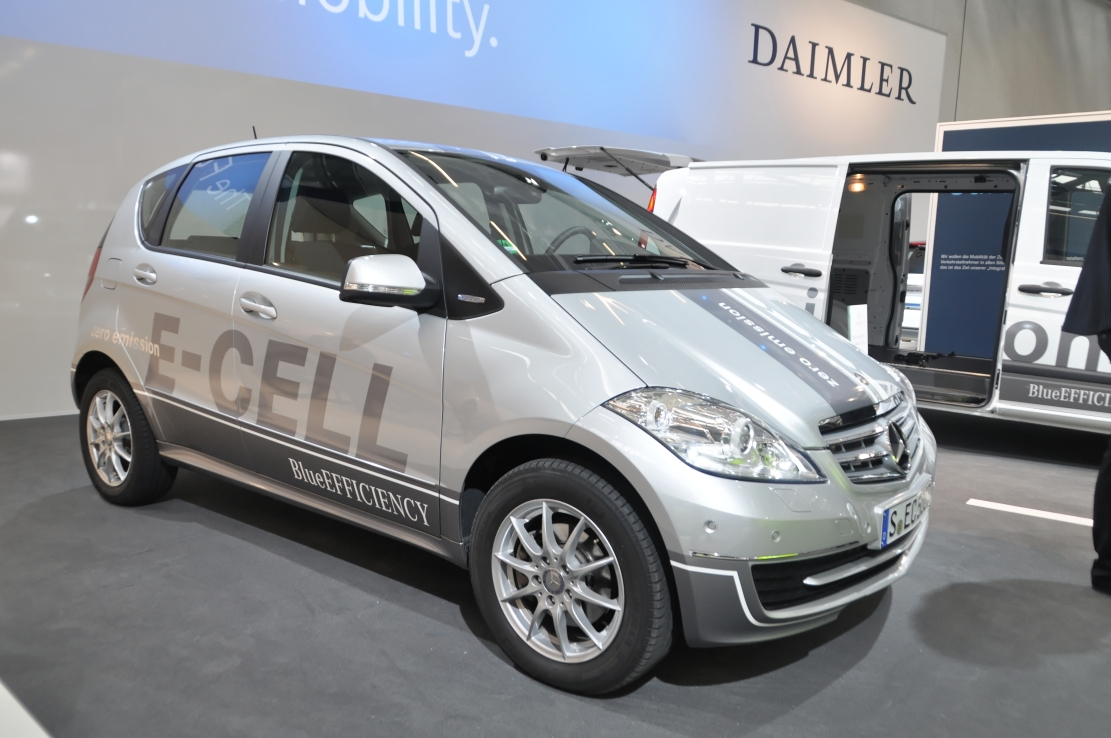
De E-Cell tijdens de Messe i-Mobility van 2012 in Stuttgart

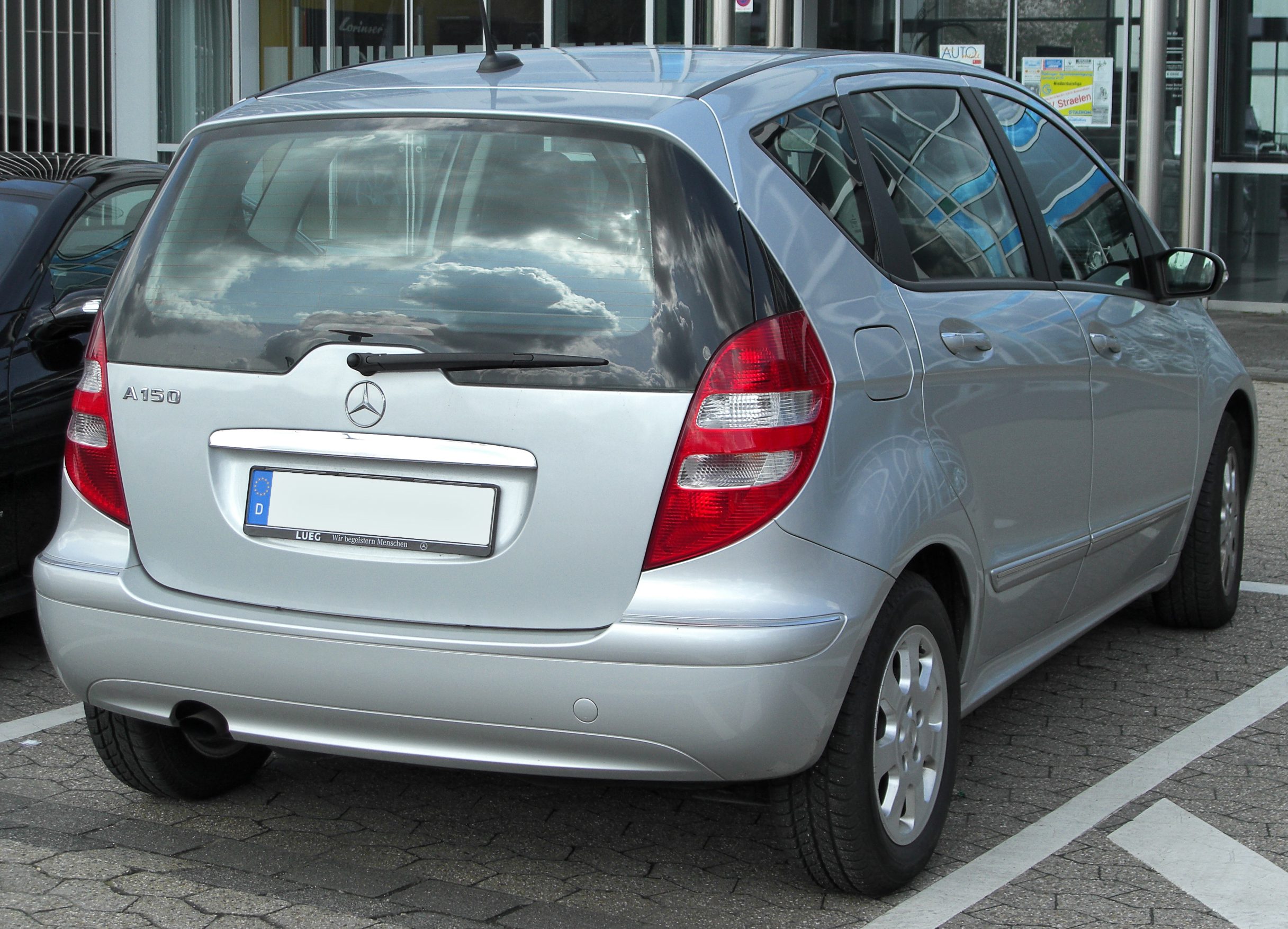
De achterkant van de 5-deursversie voor de facelift

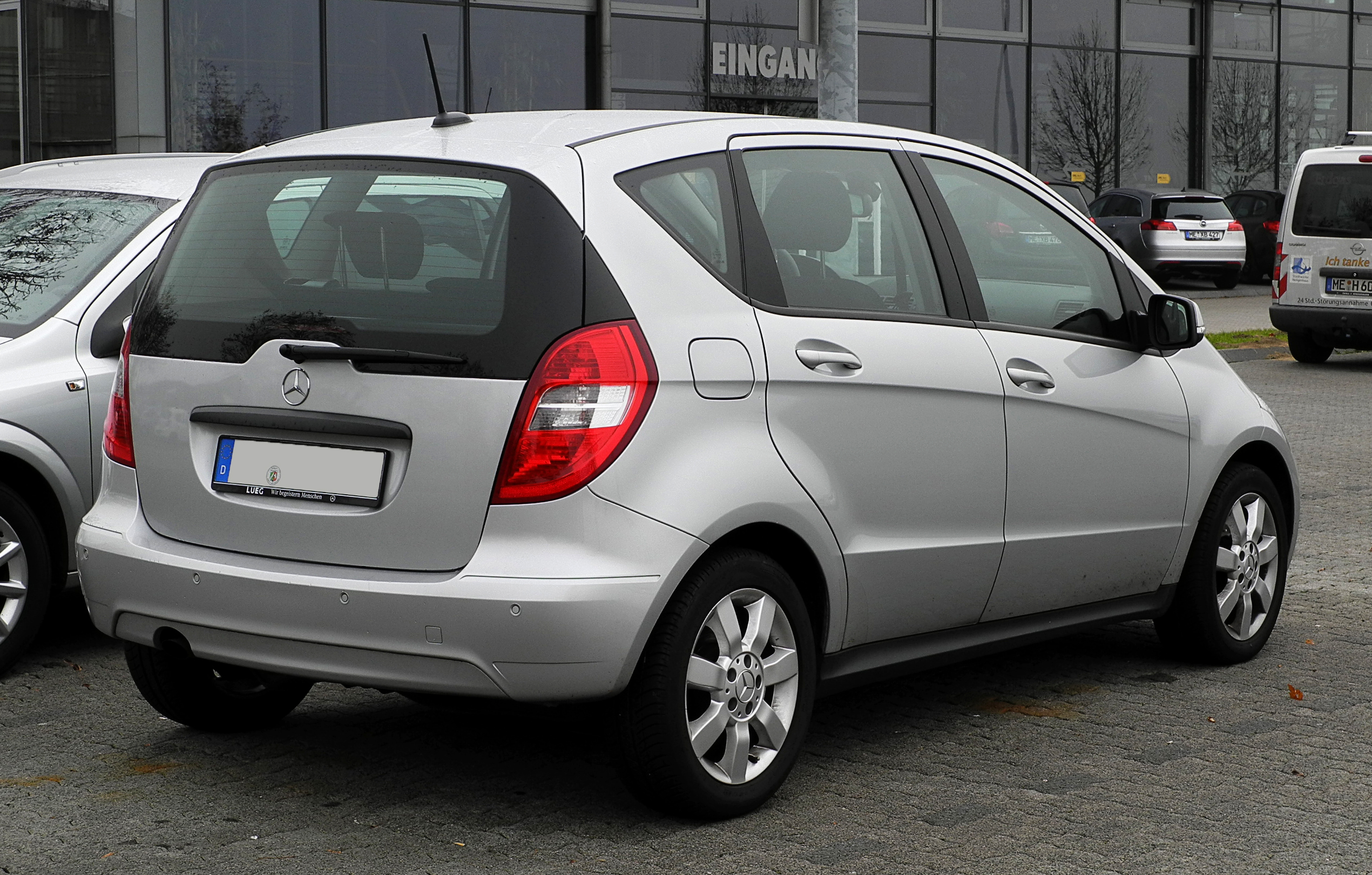
De achterkant van de 5-deursversie na de facelift

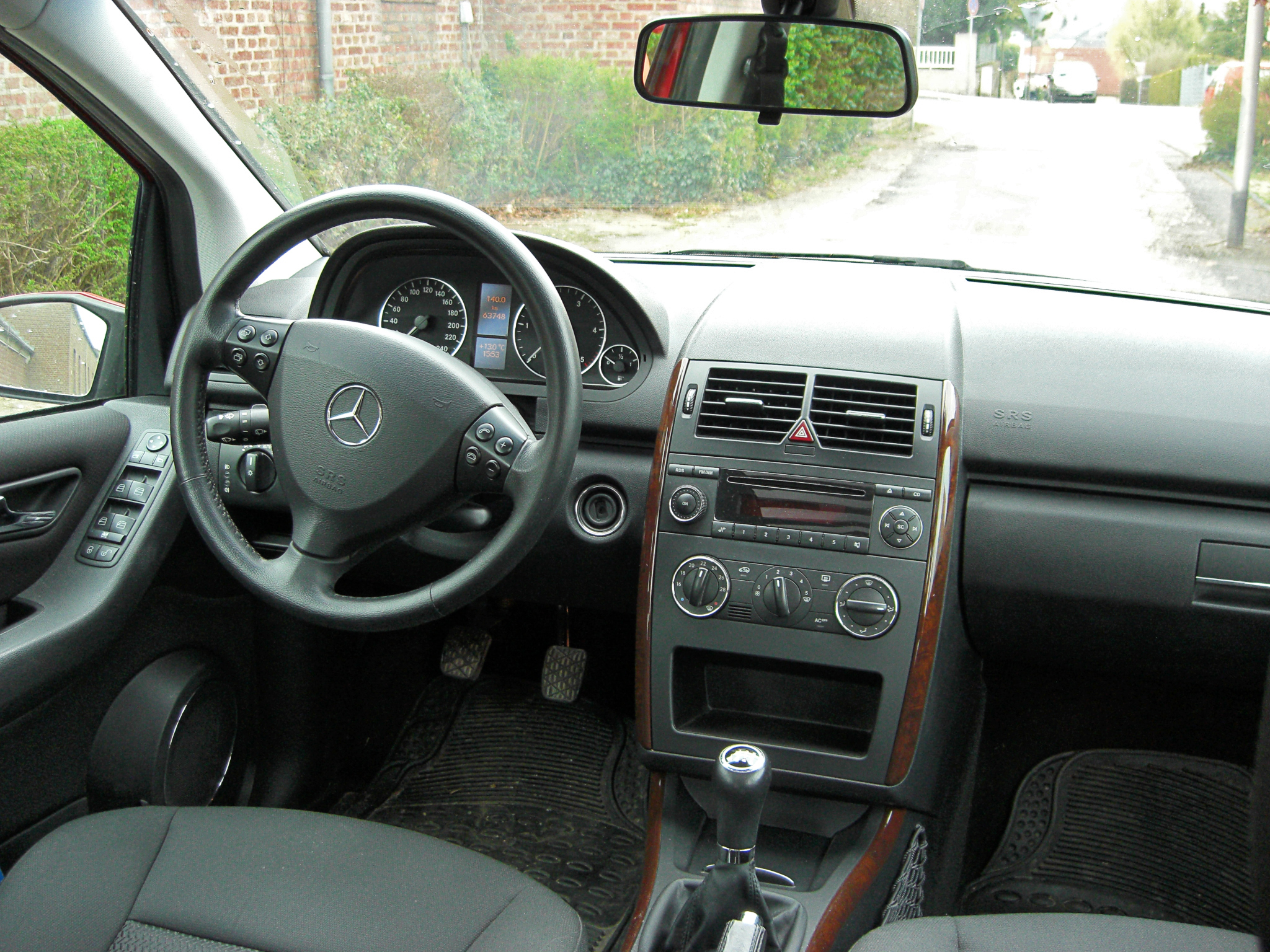
Het interieur van de tweede generatie voor de facelift

### E-Cell (2011)
In 2011 begon de verkoop van de E-Cell, die tijdens Mondial de l'Automobile van 2010 aan het publiek werd getoond. De auto werd aangedreven door een elektromotor bestaande uit twee door vloeistof gekoelde lithium-ion-accu's met een capaciteit van 36 kWh en was ontwikkeld in samenwerking met het Amerikaanse Tesla Motors. De E-Cell werd met een oplage van 500 stuks gebouwd, die terechtkwamen in onder andere Frankrijk, Duitsland en Nederland. Volgens Mercedes-Benz had de auto een actieradius van 200 kilometer en leverde de motor 68 pk. De topsnelheid was begrensd op 150 km/h.
Eind 2011 experimenteerde Mercedes-Benz met het draadloos opladen van de auto met behulp van een spoel in de grond.

### A 160 Edition 125 (2011)
In 2011 bestond Mercedes-Benz 125 jaar en vierde dat onder andere met de A 160 Edition 125. De auto kreeg een ruimere standaarduitrusting met onder andere metallic lak, airconditioning, zes luidsprekers en andere vloermatten. De A 160 Edition 125 was niet alleen rijker uitgerust, maar was ook €5.000,- goedkoper dan de normale A 160 met standaarduitrusting.

### A 180 Final Edition (2012)
In mei 2012 startte de verkoop van de laatste speciale editie van de tweede generatie van de A-Klasse, die de naam A 180 Final Edition droeg. De auto werd uitgebracht met een gelimiteerde oplage van 300 stuks. De A 180 Final Edition had vijf deuren, witte lak en een zwart interieur. Als extra's had de auto onder andere 7-spaaks 17 inch-velgen, een chromen grille, een sportstuur en xenonverlichting.

### Productie
In 2002 werd begonnen met het treffen van voorbereidingen in Rastatt voor de productie van de tweede generatie. Er werd in totaal €900 miljoen geïnvesteerd om de fabriek klaar te maken voor de nieuwe A-Klasse. Ook verlengde DaimlerChrysler AG het contract met "Thonburi Automotive Assembly Plant" om de productie van de A-Klasse in Thailand voort te zetten. Om de productielijn in Thailand aan te passen was een investering van tien miljoen euro nodig.
| Verkoop van de A-Klasse | Verkoop van de A-Klasse |
| 2004                    | 2005                    |
| ----------------------- | ----------------------- |
| 59.100                  | 200.100                 |

### Versies
| Versie              | In productie | Inhoud  | Vermogen        | Koppel | Sprint 0-100 | Topsnelheid |
| ------------------- | ------------ | ------- | --------------- | ------ | ------------ | ----------- |
| A 150 (later A 160) | 2004-2012    | 1498 cc | 95 pk (70 kW)   | 140 Nm | 12,6 sec.    | 175 km/h    |
| A 170 (later A 180) | 2004-2012    | 1699 cc | 115 pk (85 kW)  | 155 Nm | 10,9 sec.    | 188 km/h    |
| A 200               | 2004-2012    | 2034 cc | 136 pk (100 kW) | 185 Nm | 9,8 sec.     | 200 km/h    |
| A 200 Turbo         | 2005-2012    | 2034 cc | 193 pk (142 kW) | 280 Nm | 7,5 sec.     | 228 km/h    |
| A 160 CDI (Diesel)  | 2004-2012    | 1991 cc | 82 pk (60 kW)   | 180 Nm | 15,0 sec.    | 170 km/h    |
| A 180 CDI (Diesel)  | 2004-2012    | 1991 cc | 109 pk (80 kW)  | 250 Nm | 10,8 sec.    | 186 km/h    |
| A 200 CDI (Diesel)  | 2004-2012    | 1991 cc | 140 pk (103 kW) | 300 Nm | 9,5 sec.     | 201 km/h    |

## Derde generatie (W176; 2012-2018)
In 2011 publiceerde Mercedes-Benz een schets van de nieuwe A-Klasse en een maand later foto's van de Concept A. De Concept A beschikte over drie deuren en over een 2,0-litermotor met 210 pk. De Concept A werd voor het eerst aan het publiek getoond op 19 april 2011 tijdens de Auto Shanghai. De auto wilde echter niet starten en werd daarom het podium opgeduwd. De eerste foto's van het bijna definitieve model lekten uit bij een patentaanvraag in mei 2011. In februari 2012 verschenen foto's van de auto ongecamoufleerd tijdens een test. Mercedes-Benz presenteerde de auto voor het eerst aan het publiek tijdens de Autosalon van Genève in maart 2012 en in september 2012 betrad de auto de markt. De A-Klasse hoorde bij de acht finalisten voor de "European Car of the Year", maar de titel werd uiteindelijk door de Volkswagen Golf gewonnen.
De derde generatie A-Klasse is zeer verschillend vergeleken met de voorgaande generaties; zo is de auto ook van koetswerkstijl veranderd. De A-Klasse was eerst een MPV, maar de derde generatie is een hatchback. Door die verandering zijn de afmetingen van de auto flink gewijzigd. De derde generatie is bijvoorbeeld 18 centimeter lager dan zijn voorganger en bijna 50 centimeter langer. De A-Klasse is vanaf zijn marktintroductie beschikbaar met drie verschillende benzine- en vier verschillende dieselmotoren. De auto heeft standaard een handgeschakelde zesbak, maar is ook met zeven versnellingen of een automaat te verkrijgen. Ook beschikken alle A-Klasses over een start- en stopsysteem. De nieuwe A-Klasse kreeg in 2012 net als zijn voorganger de maximale vijf sterren voor veiligheid van EuroNCAP.
In Frankrijk werd in juni 2013 het op kenteken zetten van een aantal modellen van Mercedes-Benz waaronder de A-Klasse verboden, omdat de auto gebruikmaakte van het koudemiddel HFO-1234yf. Andere automerken waren al gestopt met het gebruiken van het koudemiddel, nadat het brandgevaarlijk bleek te zijn. Uiteindelijk konden de auto's in augustus weer op kenteken worden gezet, doordat Daimler, eigenaar van Mercedes-Benz, door de hoogste Franse rechter in zijn gelijk werd gesteld.

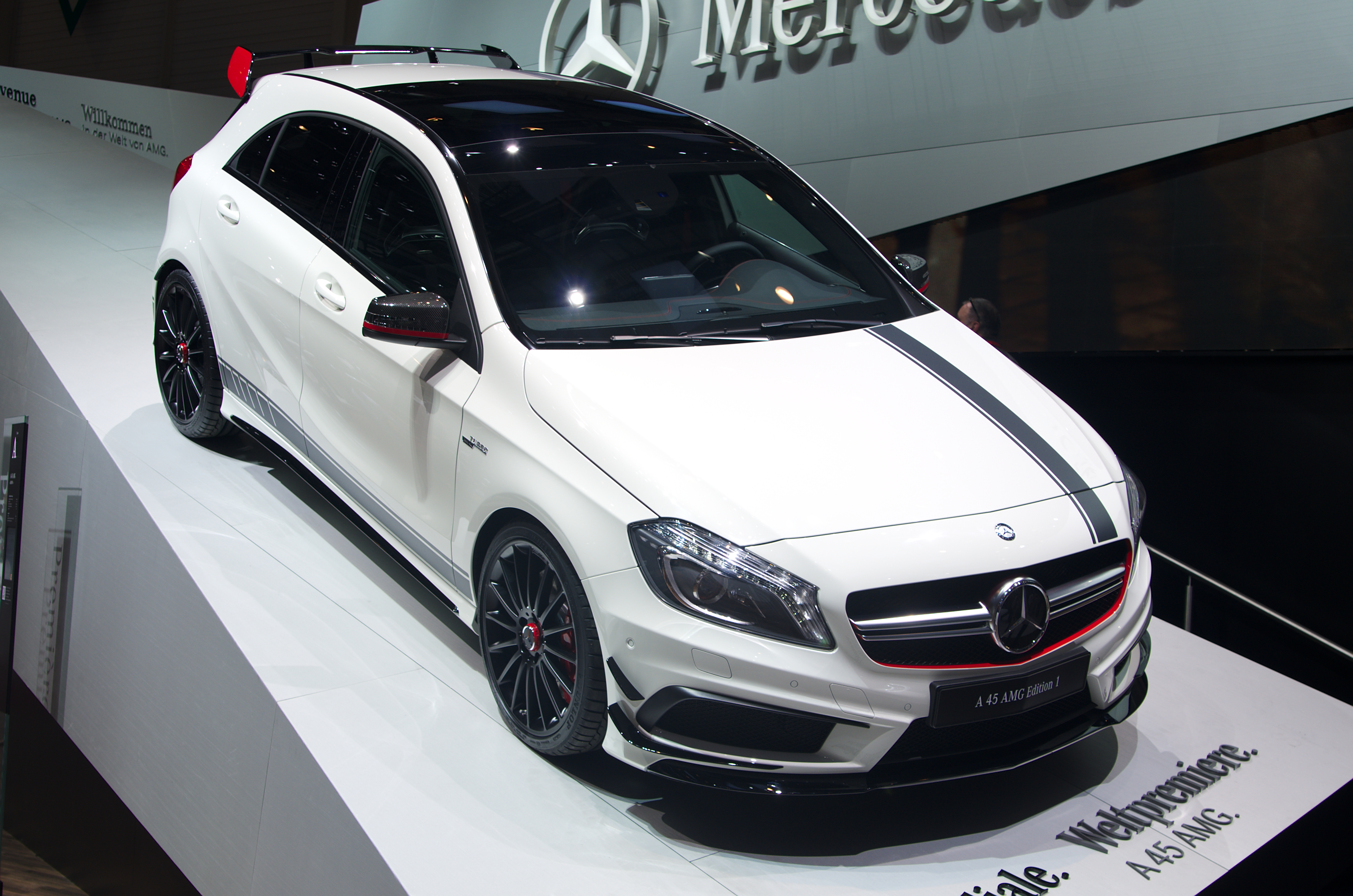
De A 45 AMG Edition 1 tijdens de Autosalon van Genève van 2010

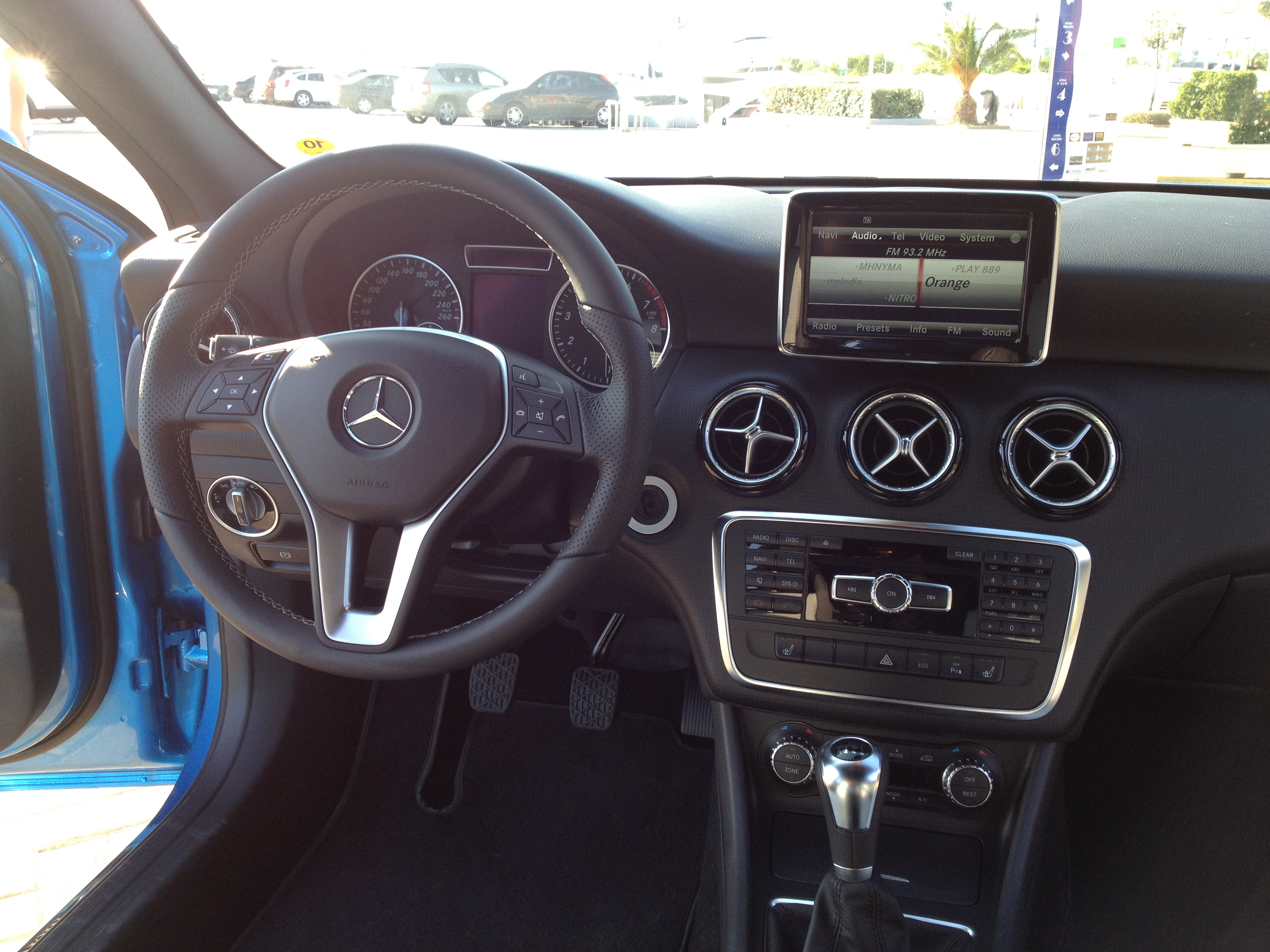
Het interieur van de derde generatie A-Klasse

### A 45 AMG (2013-2018)
In juni 2013 bracht Mercedes-Benz de A 45 AMG uit. De auto is vierwielaangedreven en heeft een 2,0-litermotor, die 360 pk en 450 Nm aan koppel levert. Een sprint van 0 tot 100 km/h legt de A 45 AMG af in 4,6 seconden en de topsnelheid bedraagt een begrensde 280 km/u. De versnellingsbak is een 7-traps sporttransmissie. Naast de aandrijflijn is ook het onderstel aangepast, heeft de auto hardere vering en is ook het exterieur waaronder de bumpers aangepast.
Ook bracht Mercedes-Benz in juni 2013 de A 45 AMG Edition 1 uit die tijdens de Autosalon van Genève in maart 2013 werd getoond. De Edition 1 heeft onder andere een spoiler en een aantal strepen.

### Productie
De A-Klasse wordt net als de vorige generaties in de fabriek het Duitse Rastatt gefabriceerd, die voor 600 miljoen euro werd verbouwd om de nieuwe A- en B-Klasse te fabriceren. Naast Rastatt wordt de A-Klasse ook in Hongarije, Thailand en Finland gefabriceerd. De fabriek in het Hongaarse Kecskemét werd speciaal voor de fabricage van de nieuwe A- en B-Klasse gebouwd en kostte in totaal 800 miljoen euro. Het was de eerste nieuwe fabriek van Mercedes-Benz in 15 jaar. Ook in de Thaise hoofdstad Bangkok wordt de auto net als de twee voorgaande generatie gefabriceerd door TAAP (Thonburi Automotive Assembly Plant).
De andere fabriek begon pas na de introductie met de productie van de A-Klasse. De fabricage in het Finse Uusikaupunki begon in augustus 2013, nadat bleek dat de fabrieken van Mercedes-Benz niet genoeg A-Klasses konden produceren. Mercedes-Benz heeft zelf geen fabriek in Finland, maar sloot een contract met het bedrijf Valmet. Volgens planning moeten er in 2016 100.000 A-Klasses van de band in Finland zijn gerold.

### Geleverde motoren

#### Benzine
| Versie               | In productie | Inhoud  | Vermogen        | Koppel | Sprint 0-100 | Topsnelheid 210 |
| -------------------- | ------------ | ------- | --------------- | ------ | ------------ | --------------- |
| A 160                | 2015-2018    | 1595 cc | 102 pk (75 kW)  | 185 Nm | 10,6 sec.    | 190 km/h        |
| A 180 120 CO2        | 2013-2015    | 1595 cc | 122 pk (90 kW)  | 200 Nm | 9,9 sec.     | 190 km/h        |
| A 180                | 2012-2015    | 1595 cc | 122 pk (90 kW)  | 200 Nm | 9,2 sec.     | 202 km/h        |
| A 180 BlueEFFICIENCY | 2015-2018    | 1595 cc | 122 pk (90 kW)  | 200 Nm | 8,9 sec.     | 190 km/h        |
| A 180                | 2015-2018    | 1595 cc | 122 pk (90 kW)  | 200 Nm | 8,9 sec.     | 202 km/h        |
| A 200                | 2012-2015    | 1595 cc | 156 pk (115 kW) | 250 Nm | 8,4 sec.     | 224 km/h        |
| A 200                | 2015-2018    | 1595 cc | 156 pk (115 kW) | 250 Nm | 8,1 sec.     | 224 km/h        |
| A 250                | 2012-2015    | 1991 cc | 211 pk (155 kW) | 350 Nm | 6,6 sec.     | 240 km/h        |
| A 250 4MATIC         | 2013-2015    | 1991 cc | 211 pk (155 kW) | 350 Nm | 6,5 sec.     | 240 km/h        |
| A 250                | 2015-2018    | 1991 cc | 211 pk (155 kW) | 350 Nm | 6,4 sec.     | 240 km/h        |
| A 250 4MATIC         | 2015-2018    | 1991 cc | 211 pk (155 kW) | 350 Nm | 6,4 sec.     | 240 km/h        |
| A 45 AMG 4MATIC      | 2013-2015    | 1991 cc | 360 pk (265 kW) | 450 Nm | 4,6 sec.     | 250 km/h        |
| A 45 AMG 4MATIC      | 2015-2018    | 1991 cc | 381 pk (280 kW) | 475 Nm | 4,2 sec.     | 250 km/h        |

#### Diesel
| Versie              | In productie | Inhoud  | Vermogen        | Koppel | Sprint 0-100 | Topsnelheid |
| ------------------- | ------------ | ------- | --------------- | ------ | ------------ | ----------- |
| A 160 CDI           | 2013-2015    | 1461 cc | 90 pk (66 kW)   | 220 Nm | 13,8 sec.    | 180 km/h    |
| A 180 CDI 92/89 CO2 | 2012-2018    | 1461 cc | 109 pk (80 kW)  | 260 Nm | 11,3 sec.    | 190 km/h    |
| A 180 CDI           | 2012-2015    | 1796 cc | 109 pk (80 kW)  | 250 Nm | 10,6 sec.    | 190 km/h    |
| A 200 CDI           | 2012-2014    | 1796 cc | 136 pk (100 kW) | 300 Nm | 9,3 sec.     | 210 km/h    |
| A 200 CDI           | 2014-2018    | 2143 cc | 136 pk (100 kW) | 300 Nm | 9,3 sec.     | 210 km/h    |
| A 200 CDI 4MATIC    | 2014-2015    | 2143 cc | 136 pk (100 kW) | 300 Nm | 9,2 sec.     | 210 km/h    |
| A 220 CDI           | 2012-2015    | 2143 cc | 170 pk (125 kW) | 350 Nm | 8,2 sec.     | 220 km/h    |
| A 220 CDI 4MATIC    | 2014-2015    | 2143 cc | 170 pk (125 kW) | 350 Nm | 8,2 sec.     | 217 km/h    |
| A 220 CDI           | 2015-2018    | 2143 cc | 177 pk (130 kW) | 350 Nm | 7,5 sec.     | 224 km/h    |